# シティハーベストチャーチ

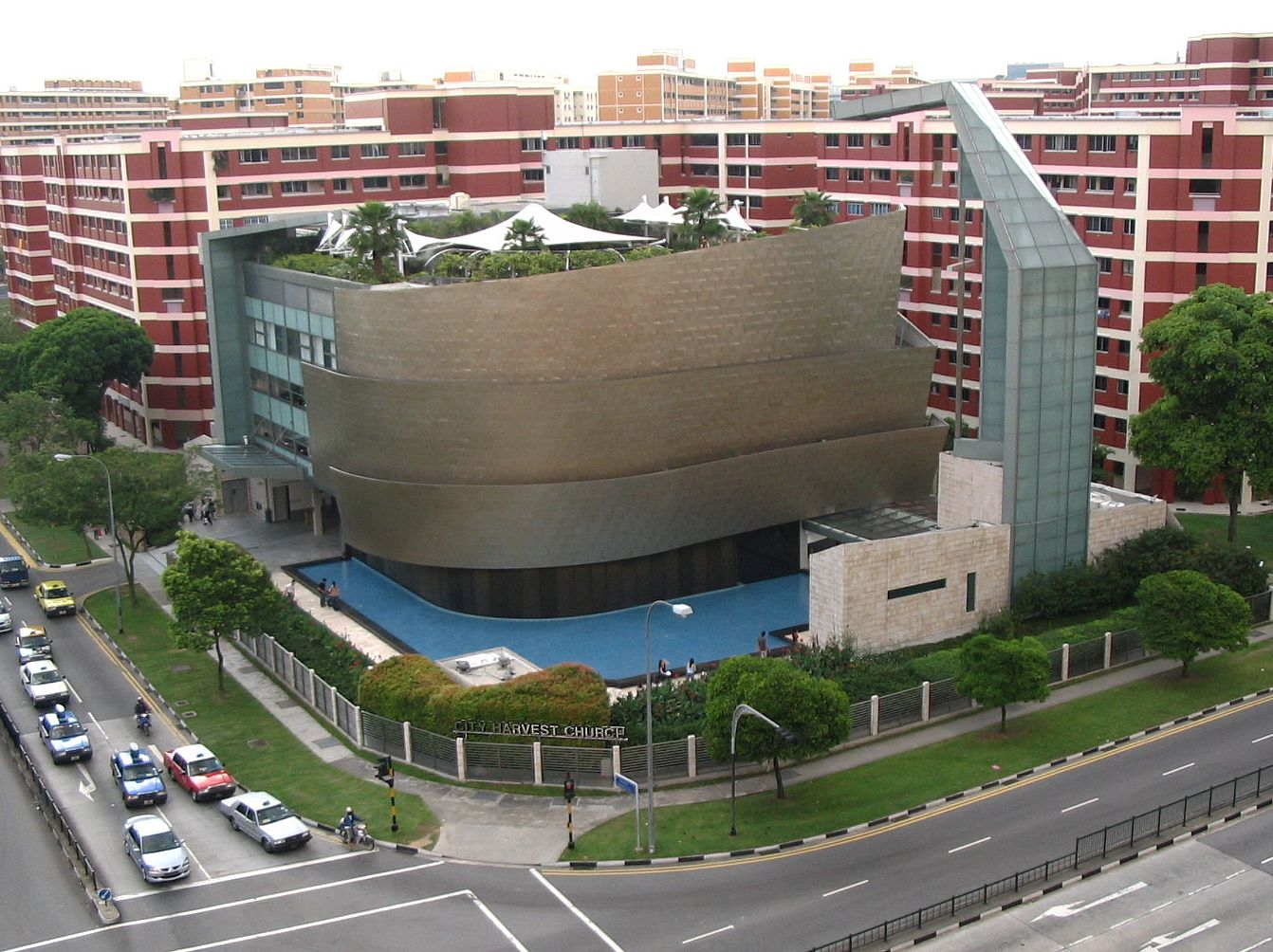
CHC Jurong West building

シティハーベストチャーチ（中国語の簡体字：城市丰收教会）または“CHC”は、シンガポールにおける超教派のキリスト教会のメガ・チャーチとして知られている。また霊的リソースセンターとしてアジアの多くの教会に仕えている。クリスチャン雑誌“カリスマ”では「アジアで最も大きな教会のひとつ」として紹介されている。
シティハーベストチャーチは、現在24,000人の会員を持つ。 単立超教派教会としては、シンガポール最大の教会である。現在までの礼拝最多出席者数は51,000人以上が訪れた2007年クリスマス礼拝。シティハーベストチャーチは、シンガポール教会協議会に所属し、シンガポール福音フェローシップ、フェスティバル・オブ・プレイズフェローシップの正会員として登録される。週末の礼拝はさまざまな言語で行われ、現在ジュロンウェストとExpoホール8の2箇所で礼拝が行われている。CHCは、カリスマ派とペンテコステの教えを基礎とし偉大な戒め、世界大宣教命令、文化的使命の教義を強調している。また教会員は24ヶ国の人々からなる。
CHCでは、シンガポール国内に聖書学校、地域福祉活動団体、教育センター、キリスト教テレビ番組、舞台芸術学校、企業家たちのためのマーケットプレイスミニストリーを持つ。また海外での活動としては、特にアジアの国々の教会、聖書学校と交流を持ち、毎年それぞれの地域で合同聖会、セミナーを開催している。
2012年8月、主任牧師コン・ヒー（Kong Hee）ら教会幹部が、教会財産である慈善事業のための資金をコン・ヒーの妻、スン・ホー（Sun Ho）の歌手活動のために日本円で14億円以上、流用した罪で逮捕・起訴。刑事事件として立件された。

## 使命宣言
教会の使命宣言：信仰と聖さの力強い霊的雰囲気に満ちた教会を建て上げるため、すべてのメンバーがミニストリーに解き放たれ、また大宣教命令の成就のため偉大な戒めのもとに訓練される。
使命宣言と共に、シティハーベストでは17の信仰宣言がある。この教えは教会員の実生活や、教会内の様々なミニストリーの土台にもなっている。

## 教会の歴史
シティハーベストチャーチは1989年5月7日、コン・ヒーと20人の若者たちによって創立された。当初は、さまざまな場所で礼拝を持つ。カートンパークホテル、NTUC会議堂、環境庁、国家生産性局の会議室、ホテルグランドセントラル、オーチャードホテル、ワールドトレードセンター、ウェイスティンホテルなどである。
1995年6月4日、CHCはタンジョン・カートンロードにあるハリウッドシアターを礼拝堂として借りる。そこでは6年間集う。その後2001年12月15日、Jurong West Street 91に2300席を有する会堂を建設購入する。その後2005年12月11日、CHCでは教会員の増加に伴い、シンガポールEXPOホール8をレンタルし、礼拝堂として使用している。2007年12月2日より、ジュロン・ウェストの教会堂で土曜、日曜にも英語礼拝を追加し、現在合計4回の英語礼拝が行われている。
2004年4月29日、シティハーベストはISO9001:2000品質マネージメントシステム認証取得する。
シティハーベストチャーチの教会員は現在24,000人である。また会員の55％が25歳以下である。教会には教会員が参加するための36の様々なボランティアミニストリーが存在する。

## スタッフ
現在教会には12人の牧師、また聖職者としての称号を受け任命された牧師が5人いる。また127人のフルタイムスタッフがジュロン・ウェストの教会堂または、サンテックシティにある教会事務局で働いている。

## 週末礼拝
シティハーベストでは、週末の礼拝を英語、中国語、福建語、広東語、インドネシア語で行っている。また子どもたちのための礼拝や知的障害者のための礼拝も毎週行われている。

## 関連機関
シティハーベスト聖書訓練センター
シティハーベスト聖書訓練センター（CHBTC）は1994年、アジアに地域教会を開拓するための牧師、宣教師、教会の働き人を訓練するための目的で設立された。5ヶ月間のフルタイムコースを通してアメリカのオーラルロバーツ大学と提携して上級神学修了書を習得できる。過去12年間において世界30ヶ国の海外学生も含め、2000人以上の人々が卒業している。
シティハーベスト聖書訓練センターの使命宣言：「世界の基準にあった最高の質の神学教育と実践訓練を提供することを通して将来、教会の働きに従事する人々を訓練する。私たちが提供するコース内容は教義と実践の両面において学生を訓練し、彼らのニーズを満たし、強化し、インパクトを与え、すべての学生たちの可能性を最大限に引き伸ばすために行われる。

シティハーベスト地域奉仕団体
シティハーベスト地域奉仕団体(CHCSA)は現在7人のフルタイムスタッフによって形成されている。また1997年8月16日、協会登録局の会員登録を果たす（ROS 162/97 WELL）。また2000年1月7日よりシンガポール社会奉仕委員会の正会員になる。CHCSAの会長はデリック・ジョン・ダン。2004年4月29日、CHCSAはISO9001:2000を取得する。2005年一年間で、16,624のケースにおいて利用者のニーズに触れる。内5,860のケースについては毎週活動に当たっている。

シティハーベスト教育センター
MCYS（シンガポール地域開発青少年スポーツ省）との共同出資により2002年、シティハーベスト教育センター（CHCEC）として教育省に登録される。CHCECの目的は「GCEの’N’レベルまた’O’レベル個人受験希望者たちのために効果的且つ低価格で授業を提供する」である。
2006年、’O’レベル試験において、CHCECの学生は他の個人受験者より約7％の好成績を記録した。またCHCECはシンガポールで初めてGCE ‘O’レベルの教科にダンスを取り入れた学校として知られている。CHCECは、普通学級退学者たちの学業を助けるため、型にはまらない自由な教育方法を取り入れている。また校長はシンガポールで最も若く、この学校の特徴の一つだ。

Oスクール
Oスクールは、舞台芸術を学ぶための施設であり、MCYC ComCare企業基金の援助を受け始められた“社会的企業”である。社会的企業とは、企業経営モデルを使い社会問題を解決する企業であり、地域仕えるためのビジネスである。Oスクールは3つの社会目的を持って始められた。
1. Oスクールの資金は、シティハーベスト教育センターで学ぶ、低所得家庭の学生を手助けする目的に使われる。
2. 犯罪にさらされる青少年たちとの交流手段としてダンスを用いる。
3. 若者たちに職業訓練や就職あっせんをする。

## シティハーベストの文化

### セルグループ
セルグループ（CG）は、教会の働きの主要な一部分である。教会員はCGという小グループで集り、そこでは礼拝、祈り、聖書研究等が行われる。通常CGは毎週1回、平日に持たれ、集会場所はシンガポールの至る所で行われることになる。現在CHCには600人のCGリーダーがいるが、2つ以上のCGを任されているリーダーもいる。CGリーダーは通常教会で行われる弟子訓練会やリーダーシップトレーニングを受けた一般の信徒である。
教会が人数的に増えれば増えるほど「セルグループこそ効果的な弟子訓練の最良の場になる。」とCHCの主任牧師は語る。このような小グループのような環境の中で、他のクリスチャン仲間との親しい人間関係を結ぶことができる。

### 宣教
CHCは、シンガポール、マレーシア、インドネシア、インド、スリランカ、台湾、日本、オーストラリアに協力教会や聖書学校を持つ。CHCは、2005年一年間だけで、合計292の宣教チームが派遣され、海外のキリスト教団体を手助けした。

### レコーディング＆舞台公演
他の多くのカリスマ派の教会同様、CHCも聖歌隊を伴った現代音楽を用い、まるでロックコンサートのような雰囲気のプレイズ＆ワーシップを行っている。またCHCでは演劇チームが舞台芸術において大いに活躍している。
1. 1994年：Against All Odds（CDアルバム）
2. 1995年：Remember us（CDアルバム）
3. 1996年：Life（CDアルバム）
4. 2000年：Future（CDアルバム）
5. 2001年：Angel－“シンガポール物語”（舞台公演）
6. 2002年：Megastar.com（舞台公演）
7. 2005年：中秋の愛の物語（舞台公演）
8. 2005年：Cross（CDアルバム、DVD）
9. 2006年：Emerge（DVD）
10. 2006年：Glory (DVD)
11. 2007年：First Vol.1（中国語版DVD）
12. 2007年：First Vol.2 （中国語版DVD）
13. 2007年：Destiny (CDシングル)
14. 2007年：Breakaway (CDアルバム)

### テレビ放送
2004年から礼拝のインターネット配信を始める。131ヶ国、約578,560人の視聴者に届けられ、毎週末11,126人の人々が視聴している。またCHCには30分の福音テレビ放送“ハーベストタイム（日本名：シーズン・オブ・ハーベスト・ウィズ・コン・ヒー）が13のケーブルネットワークまた衛星放送を通して届けられている。推計6億3,700万人の視聴者がいる。当番組は英語または、テレビ局によっては中国語でも視聴できる。

### 出版
CHCでは季刊雑誌Harvest Timeを出版している。（1999年創刊）読者は約60,000人。
2006年、Harvest Timeは中国語版でも発行を始める。中国語版の読者数は約45,000人。

## 受賞歴
- 2002年：第三回インテリジェントアワード20 受賞
- 2004年：ISO:9001:2000取得
- 2005年：Hitwiseアワード受賞：「くらしの部門－宗教」で第一位。最も人気のあったウェブサイトに選ばれる。
- 2006年：Hitwiseアワード受賞：「くらしの部門－宗教」で第一位。最も人気のあったウェブサイトに選ばれる。
- 2007年：Hitwiseアワード受賞：「くらしの部門－宗教」で第一位。最も人気のあったウェブサイトに選ばれる。

## Emerge聖会
シティハーベストチャーチでは毎年ユース聖会“Emerge”が4日間の日程で開催される。2007年、世界16ヶ国の国々から合計8,830人のユースリーダーや代表者たちが参加。またCHCは、毎年マレーシアや台湾でもEmerge聖会を共同開催している。Emergeではスペリンビー、数学オリンピック、ワードパワー、歌唱コンテスト、説教コンテスト、ブログデザイン、ショートフィルム、メイクアップ＆衣装デザイン、極限スポーツ大会など合計61種類の様々な競技が繰り広げられる。2007年5月31日にはEmerge聖会のオープニングの模様がGOD TVを通して200以上の国々、1億2,200万人に届けられた。

## 教会堂
2002年、CHCは2,300席を有する教会堂をJurong West Street 91 に完成させる。教会堂建設工事費用は4,800万シンガポールドル（日本円で約35億円）。
シティハーベストチャーチの会堂正面にはタイタニウムが使用されている。これはスペイン、ビルバオのグッゲンハイムビ美術館建設後、アジアで最初のタイタニウム建築であると言われている。また会堂の一部に使用するための特別石灰石がヨーロッパから直接輸入された。教会正面部分は世界一流の噴水壁が設計され、夜には美しくライトアップされる。教会建物内には200台収容駐車場がある。
一階ラウンジには、壁に取り付けられたプラスマTVモニターが設置され、一般テレビ番組や過去の礼拝風景が随時放映されている。またカフェエリア、屋上庭園、子供用の遊具やプール、洗礼槽用プールもあり、ゴルフ愛好家のために小さなグリーンも敷かれている。
屋上庭園には、日中の暑さを和らげるため、クールミスト扇風機が設置されている。トイレはフランス人デザイナー、フィリップ・スタルクによって設計された。
地下4階にある礼拝会堂は1,700平方メートルの広さで、無柱方式を使用している。ステージの真後ろには控え室が二部屋ある。ステージ設計は、ニューヨークにあるクリスティー・オークションハウスの前トップステージデザイナー、ダン・ヘスによって手がけられた。またステージ上には巨大LEDスクリーンが設置されている。
2005年12月15日、CHCは教会員増加に伴い、およそ8,100席を有するシンガポールEXPOホール8をもう一つの礼拝会場としてレンタルし始める。